# بنیاد اوکراینی
بنیاد اوکراینی (اوکراینی: Український інститут)(به اوکراینی: Український інститут, Ukrayinsʹkyy instytut) یک مؤسسه عمومی اوکراینی است که فرهنگ اوکراینی را در جهان گسترش می دهد و تصویری مثبت از اوکراین در خارج از کشور ارائه می دهد. این موسسه توسط کابینه دولت اوکراین در سال ۲۰۱۷ تأسیس شد و وابسته به وزارت امور خارجه اوکراین است. این موسسه فعالیت خود را در تابستان ۲۰۱۸ به طور کامل آغاز کرد.

## وظیفه
ماموریت این سازمان تقویت جایگاه بین المللی اوکراین از طریق دیپلماسی فرهنگی است. این بنیاد ارتباطات بین المللی را تسهیل می کند و فرصت هایی را برای اوکراین ایجاد می کند تا با جهان تعامل و همکاری داشته باشد.

## اهداف
- افزایش توجه بین المللی و بهبود شناخت ازاوکراین در میان مردمانی با فرهنگ های مختلف
- ترویج زبان و فرهنگ اوکراینی در سطح بین المللی
- حمایت از ارتباطات بین المللی و تسهیل تبادل حرفه ای، حمایت از پروژه های همکاری بین المللی در صنایع مختلف، فرهنگ، آموزش و علم
- به اشتراک گذاری تجربه اوکراین از توسعه جامعه مدنی، دولت سازی، تعهد به اصول آزادی، دموکراسی و وحدت ملی

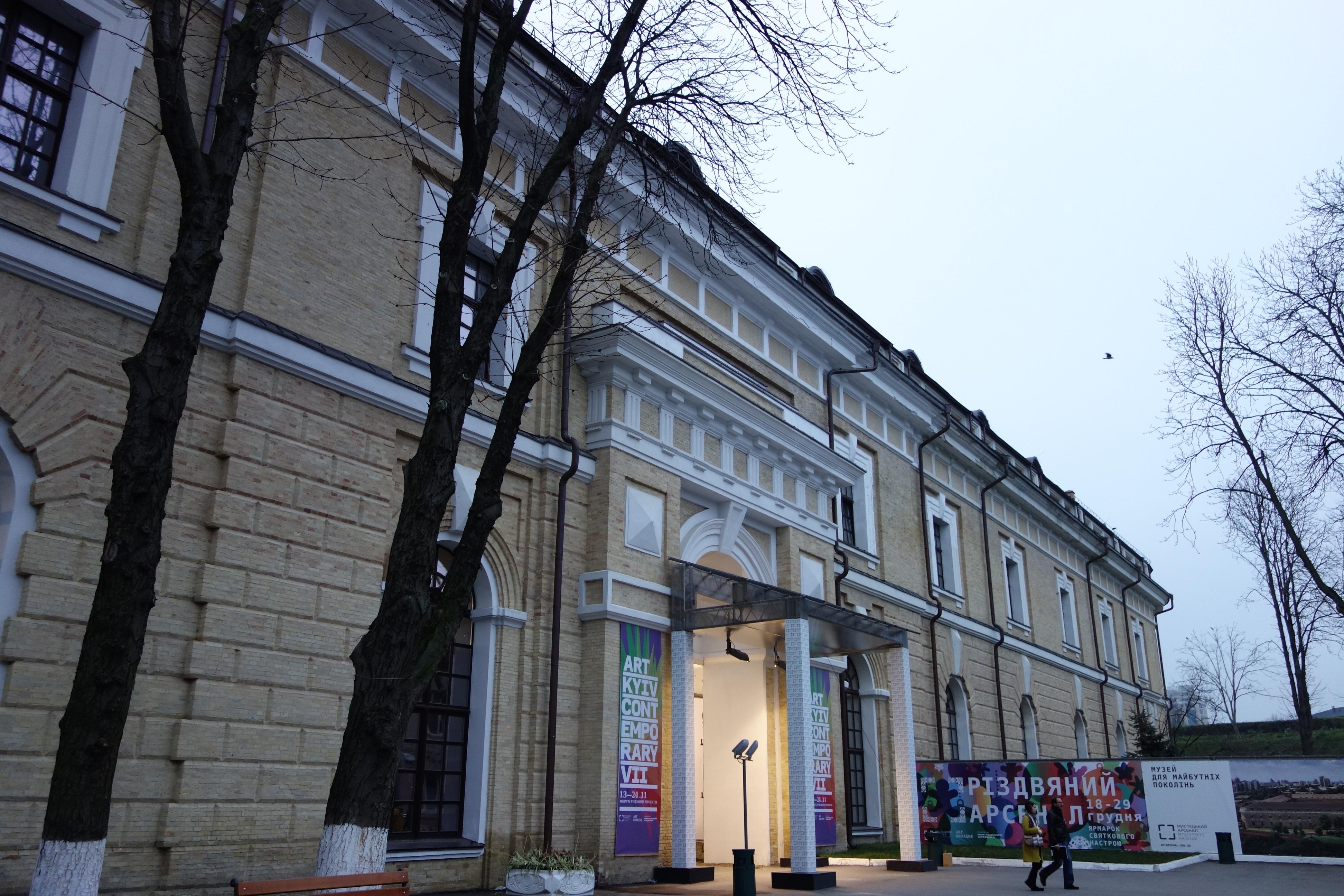
مجموعه موزه فرهنگ و هنر ملی